# Zdounky
Zdounky (německy Zdounek) jsou obec v okrese Kroměříž ve Zlínském kraji, 10 km jihozápadně od Kroměříže. Žije zde přibližně 2 100 obyvatel. Obcí protéká potok Kotojedka. Prochází tudy železniční trať Kroměříž - Zborovice a silnice II/432.

## Název
Dnešní podoba jména je doložena od roku 1510 (ve Zdaunkach). Ve starších písemných dokladech jsou rozmanité tvary (1298: Noneken, 1330: Donka, 1368: Wzdunka, 1375: Sdunka, 1406: Vzdúnky, 1483: Zdunek), na jejichž základě je těžké s jistotou stanovit původní podobu jména vesnice. Nejpravděpodobnější je, že bylo odvozeno od osobního jména Zdúnek, což byla asi zdrobnělina obecného zdún - "hrnčíř". Původní tvar místního jména pak byl Zdúnci a označoval Zdúnkovy, tedy Zdúnkovu rodinu. S menší pravděpodobností bylo základem osobní jméno Vzdún, domácká podoba některého jména začínajícího na Vzdě- (místní jméno by pak opět označovalo Vzdúnovu rodinu (Vzdúni) a dodatečně bylo zdrobněno).

## Historie
První písemná zmínka o obci pochází z roku 1298 jméně Alberta ze Zdounek, moravského komorníka, správce rozsáhlých lesů ve Chřibech. V roce 1358 byly Zdounky povýšeny na městečko, ve kterém bylo vykonávalo soudní právo. V polovině 14. století koupil Zdounky Vok I. z Holštejna a po něm je zdědil jeho syn Pavel. Z roku 1406 pochází první zmínka o místní tvrzi, která však byla již roku 1523 v rozvalinách. Její základy byly nalezeny roku 1934 u jižní zdi kostela. Rod pánů z Holštejna držel Zdounky i dále, během husitských válek to byl Štěpán ze Zdounek a Cimburku, kterým byl přívržencem krále Zikmunda. Proto byla tvrz i městečko pobořena husity. Roku 1519 získal panství Hynek z Kunčič, který jej roku 1523 prodal Václavovi ze Žerotína. Koncem 16. století získali Zdounky dědictvím Zoubkové ze Zdětína. Horlivá katolička Eliška Kateřina Zoubková ze Zdětína odkázala roku 1635 zdounecké panství jezuitskému řádu k založení koleje. Po zrušení řádu připadlo panství studijnímu fondu, který jej nejprve pronajal a později prodal Antonínu Valentinovi z Weinbergu. Dnes zde můžeme nalézt tradiční domy se štíty a zdobenými fasádami a zachované lidové malby.

## Obyvatelstvo

### Struktura
Vývoj počtu obyvatel za celou obec i za jeho jednotlivé části uvádí tabulka níže, ve které se zobrazuje i příslušnost jednotlivých částí k obci či následné odtržení.
| Místní části   | Místní části | 1869 | 1880 | 1890 | 1900 | 1910 | 1921 | 1930 | 1950 | 1961 | 1970 | 1980 | 1991 | 2001 | 2011 | 2018 | 2019 |
| -------------- | ------------ | ---- | ---- | ---- | ---- | ---- | ---- | ---- | ---- | ---- | ---- | ---- | ---- | ---- | ---- | ---- | ---- |
| Počet obyvatel | část Zdounky | 2269 | 2560 | 2631 | 2705 | 2819 | 2855 | 2756 | 2464 | 2470 | 2312 | 2231 | 2177 | 2031 | 2030 | 2119 | 2127 |
| Počet domů     | část Zdounky | 355  | 413  | 449  | 467  | 496  | 516  | 580  | 633  | 600  | 572  | 551  | 640  | 663  | 680  | -    | -    |

## Pamětihodnosti
- Kostel Nejsvětější Trojice poprvé připomínaný v roce 1366. V letech 1745–1749 prošel barokní přestavbou. Oltářní obraz od Ignáce Raaba.
- Zámek Zdounky
- Zámecký park Zdounky – anglický park z 19. století
- Základní škola Zdounky
- Rozhledna Zdenička z roku 2012, vysoká 15 metrů v části Těšánky[6]

## Ochrana přírody
V katastru obce se nacházejí tato chráněná území:
- Přírodní památky: Drážov, Kamenec
- Evropsky významná lokalita: Chřiby

## Osobnosti
- Zdeněk Máčel (1921–2002), český malíř, grafik a sochař[7]

## Části obce
- Zdounky
- Cvrčovice
- Divoky
- Lebedov
- Nětčice
- Těšánky

## Fotogalerie

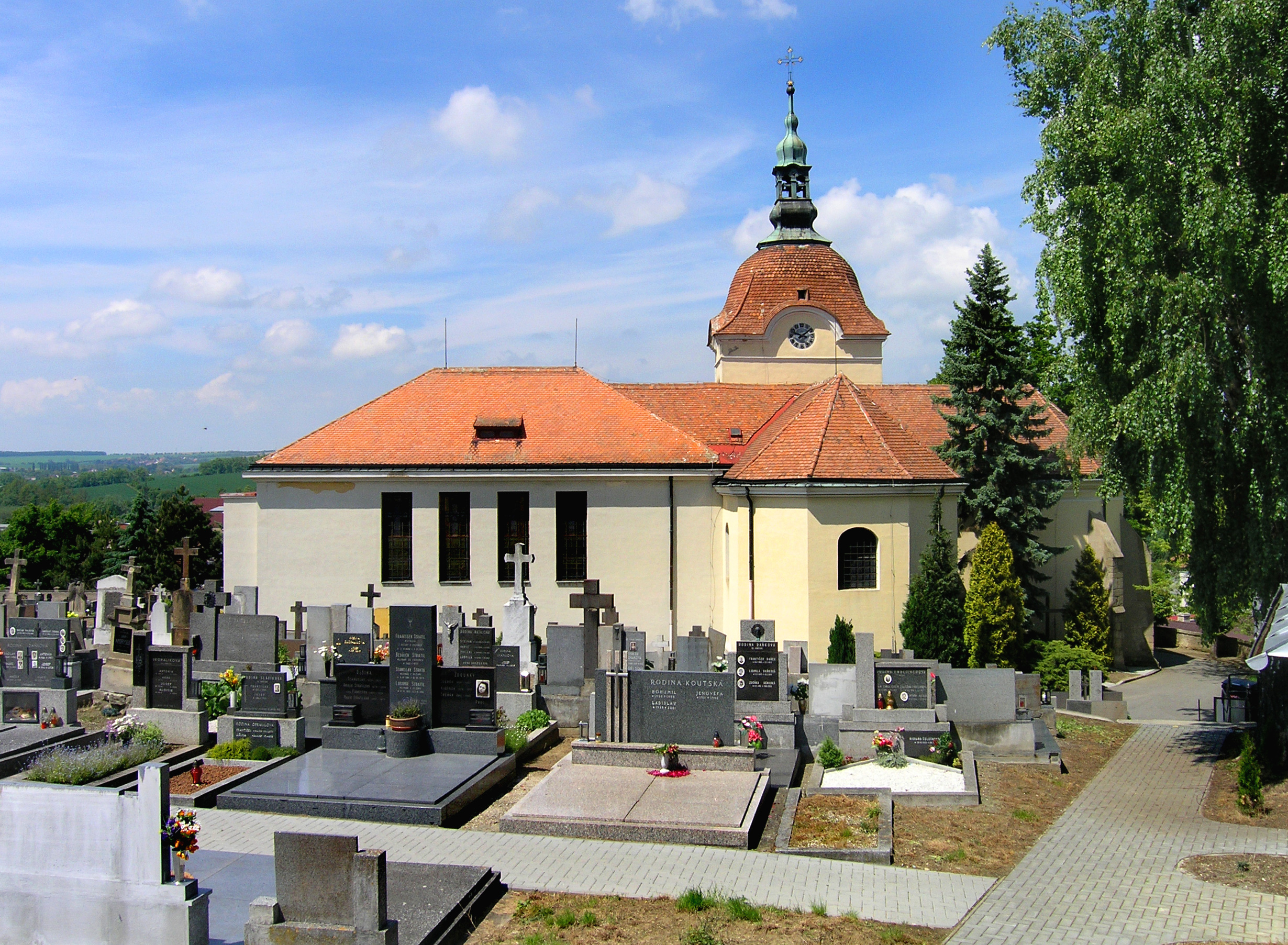
Kostel nad vesnicí
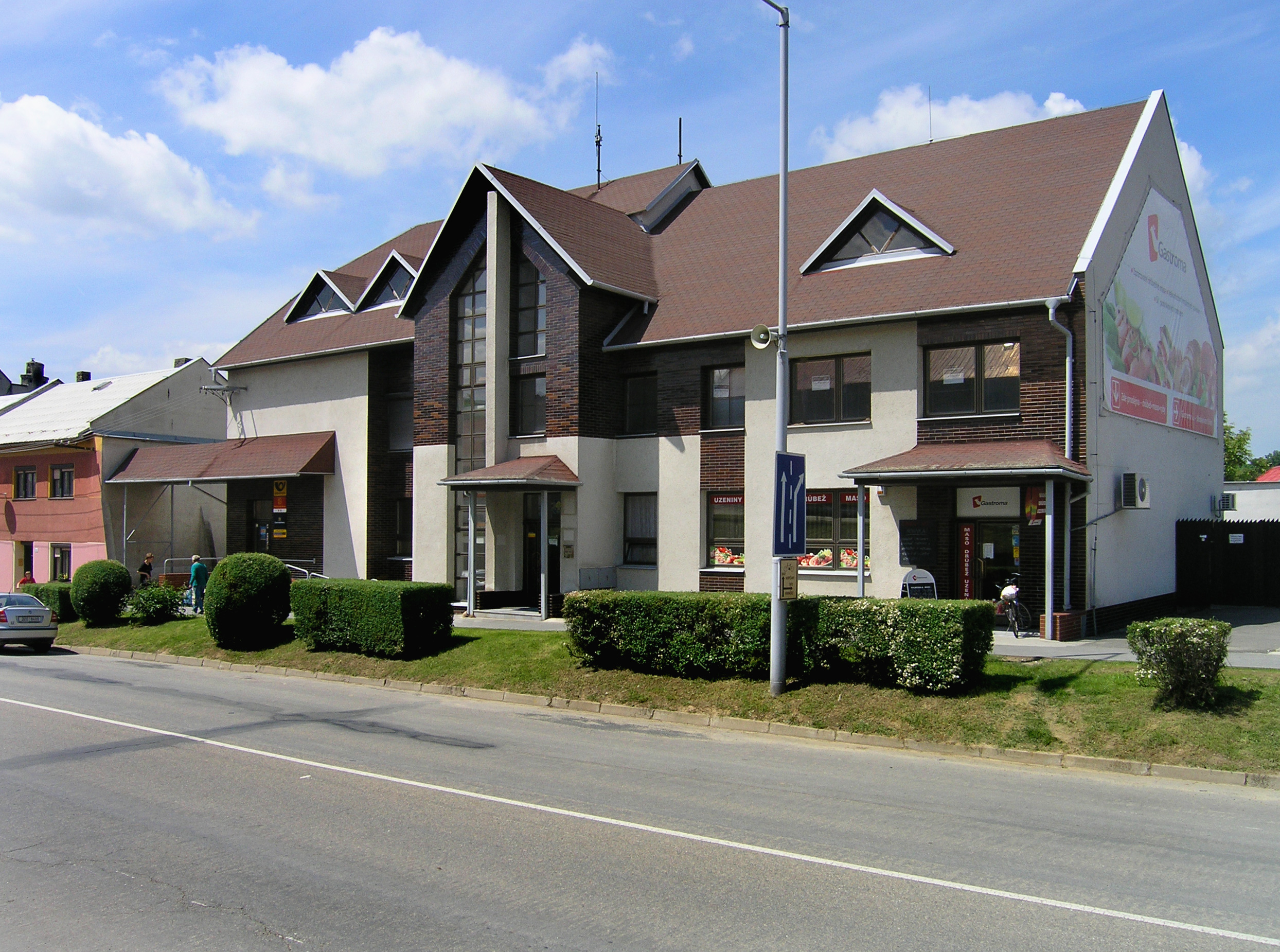
Pošta
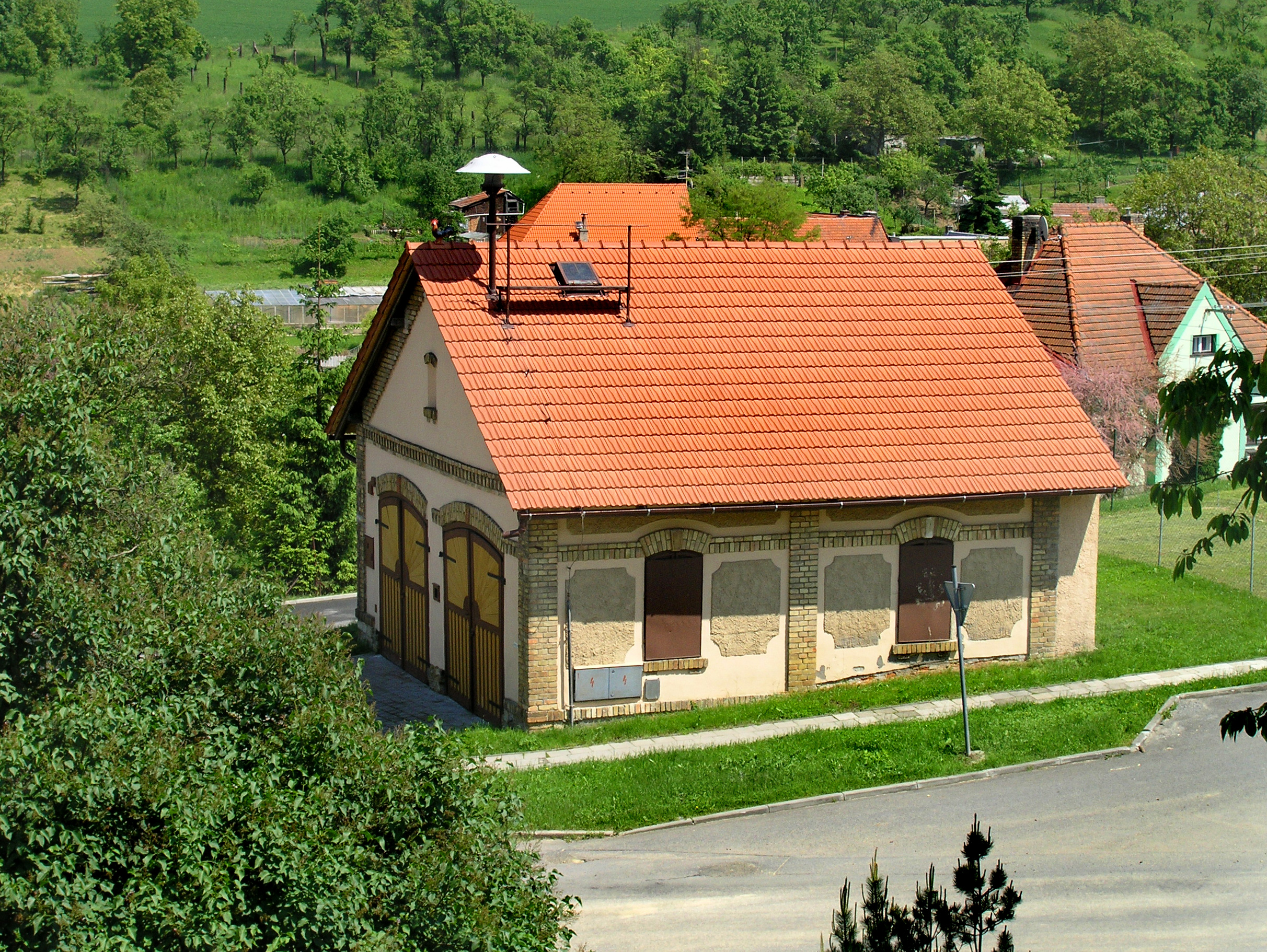
Stará hasičská zbrojnice v ulici Zákostelí
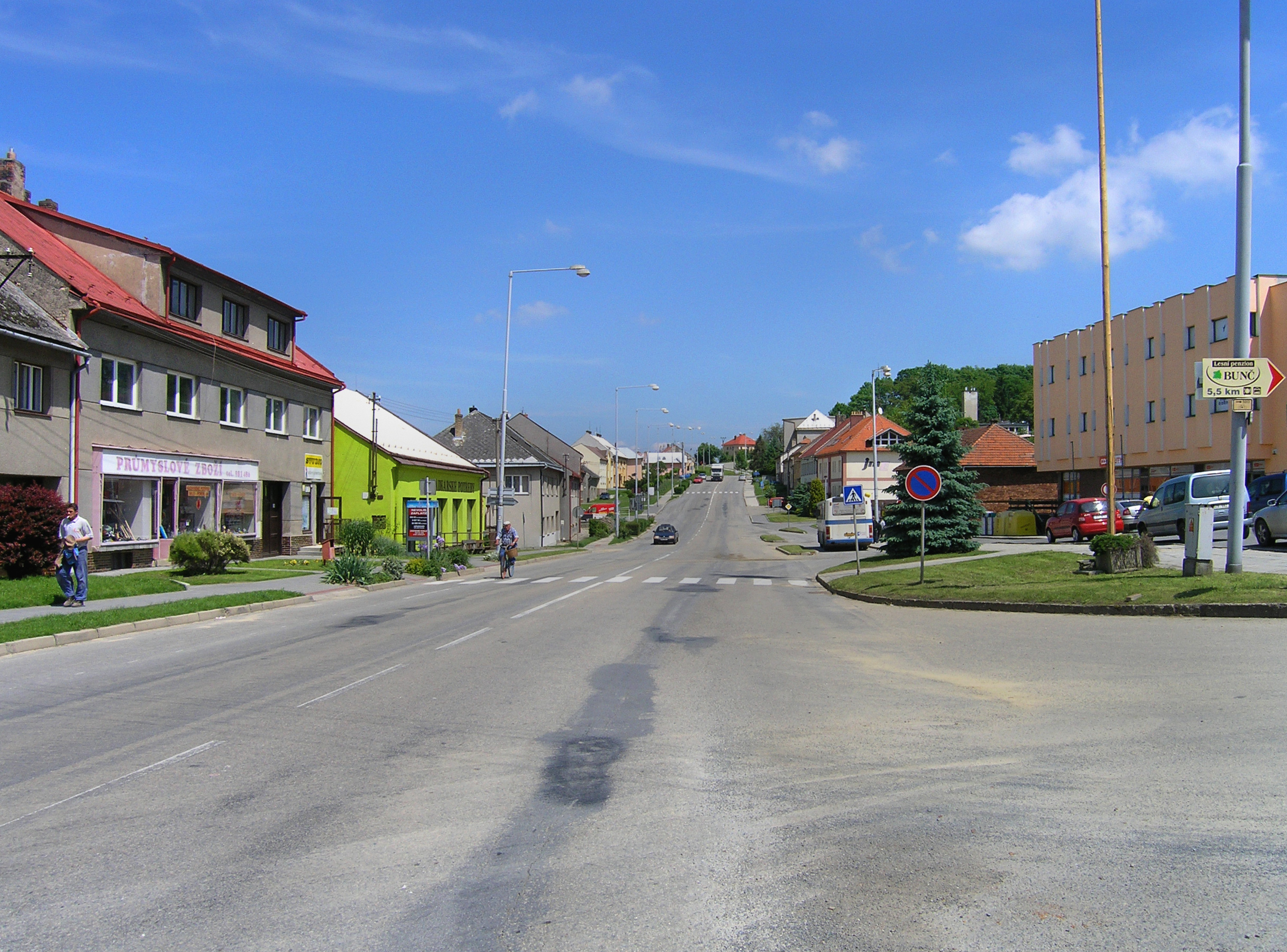
Náměstí od západu